# دائرة بيروت الثالثة (2009)
دائرة بيروت الثالثة كانت دائرة انتخابية في لبنان. غطت ستة أحياء ( أرباع) في الأجزاء الغربية من العاصمة؛ دار المريسة، المزرعة، ميناء الحصن، المصيطبة، رأس بيروت وزقاق البلاط. انتخبت الدائرة عشرة أعضاء في مجلس النواب اللبناني; خمسة مسلمين سنة، ومسلم شيعي واحد، وواحد درزي، وواحد بروتستانتي، وواحد أرثوذكسي يوناني، وواحد من الأقليات (لمزيد من المعلومات حول النظام الانتخابي اللبناني، راجع الانتخابات في لبنان ). انشأت الدائرة الانتخابية بموجب اتفاق الدوحة لعام 2008، قبل الانتخابات البرلمانية لعام 2009.

## التركيبة السكانية
أفادت وزارة الداخلية والبلديات عام 2011 أن عدد الناخبين المسجلين في الدائرة هو 256,933 ناخباً، وأن التركيبة الدينية التالية: 65.25% مسلمون سنة، 14.21% مسلمون شيعة، 6.27% روم أرثوذكس و3.18% أقليات. وفقاً لمقالة في صحيفة النهار نشرت في مايو 2008، كان في بيروت الثالثة 172.756 ناخباً سنياً، 38.052 شيعياً، 17.993 أرثوذكس يونانيين، 8.882 أقليات، 5.786 موارنة، 5.425 أرمن أرثوذكس، 4.735 دروز، 3.054 بروتستانت و1.153 أرمن كاثوليك. كان لديها ثاني أكبر عدد من الناخبين المسجلين في جميع الدوائر الانتخابية في البلاد (بعد بعلبك الهرمل) وأكبر عدد من الناخبين المسلمين السنة.

## انتخابات 2009
خلال انتخابات عام 2009، بلغ عدد الناخبين المسجلين في بيروت الثالثة 252,301 ناخباً.

## قائمة 8 مارس
أُعلن عن قائمة المعارضة "قرار بيروت الوطني" في 17 أيار/مايو 2009 في مؤتمر صحفي عقد في فندق سفير هليبوليتان في الروشة. وتشكلت القائمة من إبراهيم الحلبي، بهاء الدين عيتاني، خالد الداعوق، عمر غندور والشيخ عبد الناصر الجابري عن المقاعد السنية، رفيق نصر الله (شيعي)، غازي المنذر (درزي)، نجاح واكيم (يوناني). أرثوذكسي)، وجورج إيشخانيان (بروتستانتي)، وريمون أسمر (أقليات).
وكانت الحركة الشعبية قد أعلنت ترشيح واكيم والحلبي في مؤتمر صحفي يوم 2 أبريل/نيسان 2009. وبشكل منفصل، أعلن عيتاني ترشحه في اليوم نفسه. أعلن الاتحاد الثوري الأرمني جورج إيشخانيان مرشحه للمقعد البروتستانتي في 10 أبريل 2009. كان إيشخانيان رجل أعمال، وعضو مجلس إدارة الكنيسة الإنجيلية الأرمنية الأولى ورئيس اتحاد الشباب الإنجيلي الأرمني.

## قائمة 14 مارس

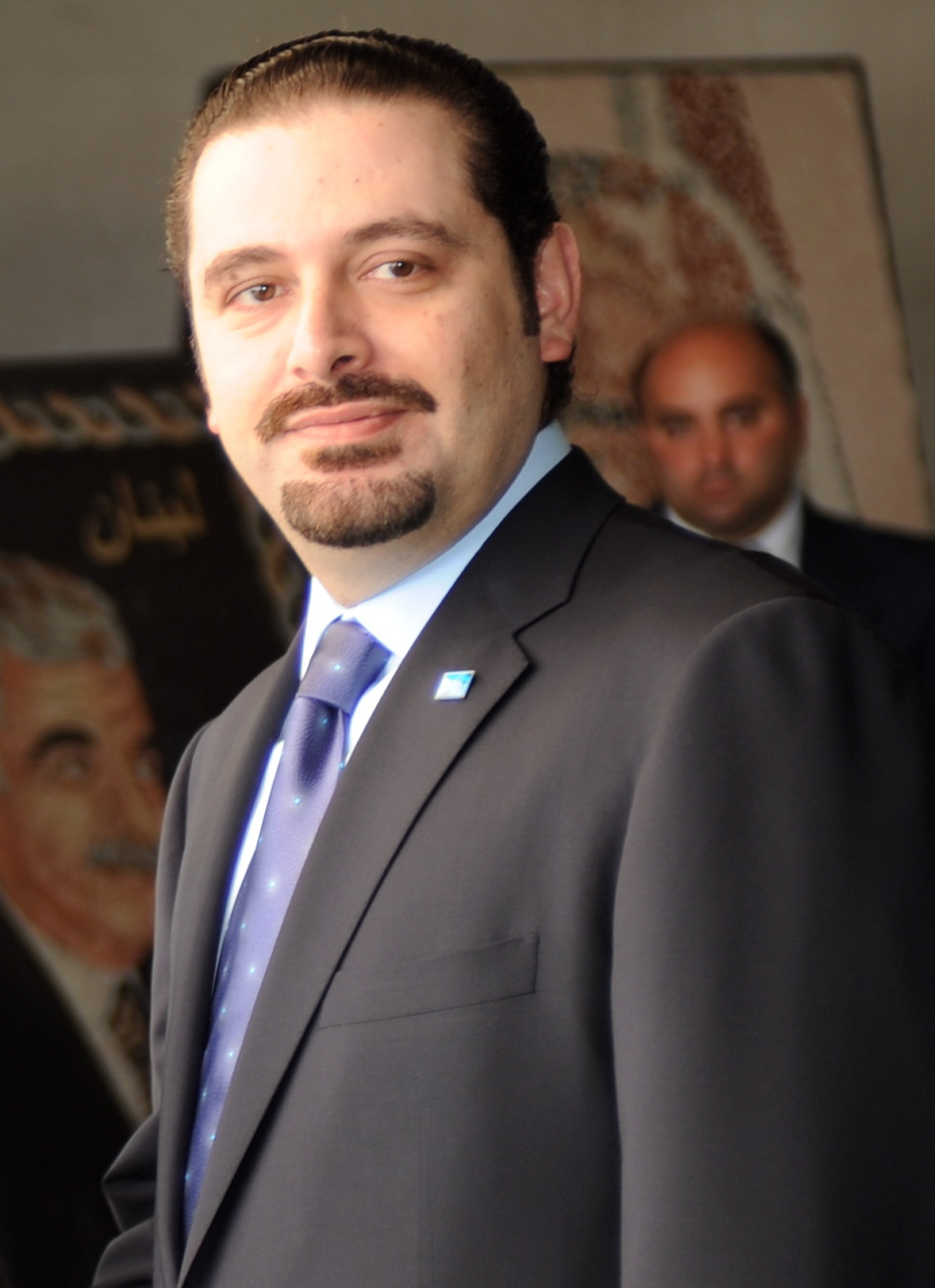
سعد الحريري

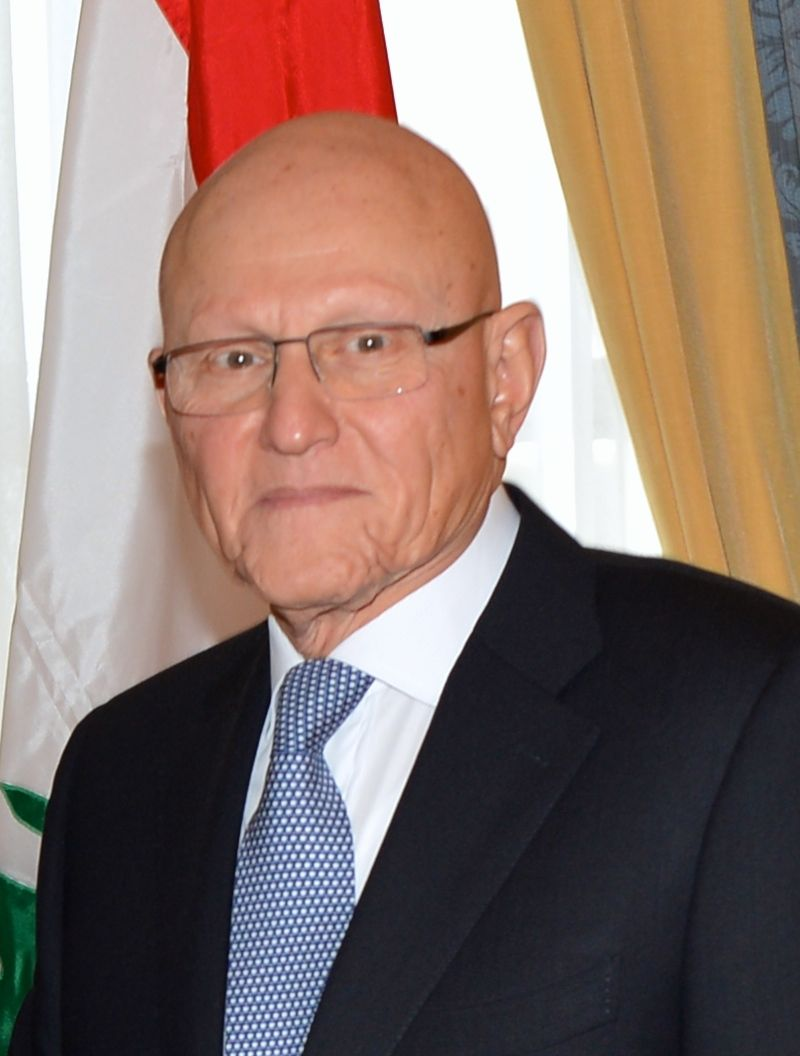
تمام سلام

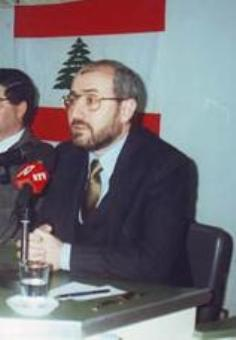
غازي العريضي

تم الإعلان عن قائمة تحالف 14 آذار من قبل سعد الحريري في ملعب المنارة في 8 أيار 2009. ومرشحو القائمة هم: الحريري، تمام سلام، محمد قباني، عمار حوري وعماد حوث عن المقاعد السنية، غازي العريضي عن المقعد الدرزي، غازي يوسف عن المقعد الشيعي، باسم الشاب عن مقعد البروتستانت، عاطف مجدلاني عن المقعد الشيعي. مقعد الروم الأرثوذكس ونبيل دي فريج عن مقعد الأقليات.
اعلن عن قائمة تحالف 14 آذار من قبل سعد الحريري في ملعب المنارة في 8 أيار 2009. ومرشحو القائمة هم: الحريري، تمام سلام، محمد قباني، عمار حوري وعماد حوث عن المقاعد السنية، غازي العريضي عن المقعد الدرزي، غازي يوسف عن المقعد الشيعي، باسم الشاب عن مقعد البروتستانت، عاطف مجدلاني عن المقعد الشيعي. مقعد الروم الأرثوذكس ونبيل دي فريج عن مقعد الأقليات.

## التصويت
وأدلى 103.243 ناخباً بأصواتهم في بيروت الثالثة (40.92%). لقد انتخب جميع مرشحي قائمة 14 آذار العشرة بهامش واسع. وحصلت قائمة 14 آذار على دعم ساحق من الطائفتين السنية والدرزية، فضلاً عن معظم الأصوات المسيحية. وقد حظيت قائمة 8 آذار بدعم ساحق من الناخبين الشيعة.
| مقعد                  | مرشحو 14 آذار                            | مرشحو 14 آذار | مرشحو 14 آذار | مرشحو 8 مارس                            | مرشحو 8 مارس | مرشحو 8 مارس |
| --------------------- | ---------------------------------------- | ------------- | ------------- | --------------------------------------- | ------------ | ------------ |
| درزي                  | غازي العريضي </br> ( الاشتراكي التقدمي ) | 76,792        | 74.38%        | غازي منذر                               | 20,680       | 20.20%       |
| إنجيلي                | باسم شاب </br> ( تيار المستقبل )         | 76,133        | 74.11%        | جورج اشخانيان </br> ( الطاشناق )        | 21,041       | 20.38%       |
| الأرثوذكسية اليونانية | عاطف مجدلاني </br> ( تيار المستقبل )     | 77,6510       | 74.74%        | نجاح واكيم </br> ( الحركة الشعبية )     | 21,921       | 21.23%       |
| الأقليات              | نبيل دي فريجى </br> ( تيار المستقبل )    | 76431         | 74.03%        | ريمون أسمر                              | 21,362       | 20.69%       |
| الشيعة                | غازي يوسف                                | 72,410        | 70.14%        | رفيق نصر الله                           | 22,177       | 21.48%       |
| سني                   | سعد الحريري </br> ( تيار المستقبل )      | 78382         | 75.92%        | عمر غندور                               | 21,703       | 21.02        |
| سني                   | تمام سلام                                | 76,925        | 74.51%        | بهاء الدين عيتاني                       | 21,507       | 20.83%       |
| سني                   | محمد قباني </br> ( تيار المستقبل )       | 76,448        | 74.05%        | عبد الناصر الجابري                      | 21,103       | 20.44%       |
| سني                   | عمار الحوري </br> ( تيار المستقبل )      | 76,201        | 73.81%        | خالد الداعوق                            | 21,100       | 20.44%       |
| سني                   | عماد الحوت </br> ( جامع )                | 75,954        | 73.59%        | ابراهيم الحلبي </br> ( الحركة الشعبية ) | 21,050       | 20.38%       |

وبصرف النظر عن مرشحي 8 و14 آذار، كان المرشح الأكثر تصويتا هو الروم الأرثوذكس بشارة مرهج الذي حصل على 1517 (1.49%). أما المرشحون الآخرون فهم غازي خميس (سني، 472 صوتاً)، زهير الخطيب (شيعي، 314 صوتاً)، صلاح عرقجي (سني، 236 صوتاً)، إدموند بولس بطرس (أقليات، 210 أصوات)، فادي الرومي (روم أرثوذكس، 195 صوتاً). عدد من المرشحين الذين حصل كل منهم على أقل من 100 صوت. وكان هناك 991 صوتًا فارغًا و705 أوراق اقتراع باطلة.

## قانون التصويت 2017
بموجب قانون التصويت الجديد الذي اعتمده مجلس النواب في 16 حزيران/يونيو 2017، أعيد تنظيم الدوائر الانتخابية في بيروت. اندمجت منطقة بيروت الثالثة سابقاً مع حي المرفأ والباشورة (بيروت الثانية سابقاً) وشكلت فيما بعد منطقة تعرف باسم "بيروت الثانية". في حين تمت إضافة مقعد سني ومقعد شيعي واحد من منطقة بيروت الثانية القديمة، تحول مقعد الأقليات إلى منطقة بيروت الأولى التي يهيمن عليها المسيحيون.